# Colònia Fàbregues
La colònia Fàbregues és una antiga colònia tèxtil del riu Freser, al municipi de Campelles, (Ripollès), actualment desapareguda. S'hi manté només una central hidroelèctrica.

## Història
La colònia Fàbregues de Campelles fou una petita colònia industrial que es va formar a redós de la fàbrica de filats de cotó que va construir J. Costa, juntament amb un grup d'habitatges, a principis del segle xx. Posteriorment s'hi instal·là la raó social Joan Fábregues, Jorba e Hijos, que donà el nom definitiu de colònia Fàbregues a les instal·lacions. L'incendi de l'any 1979 destruí la totalitat de la fábrica. Conserva una capella dedicada a Sant Joan
Els habitatges dels treballadors van ser aterrats a finals dels anys vuitanta de segle xx. El que es manté en funcionament avui en dia és la central hidroelèctrica, un edifici de factura moderna que substitueix la central antiga que aprofitava les instal·lacions de l'antiga fàbrica de la colònia Fàbregas, avui inexistent. La central es nodreix de l'aigua que li aporta el canal de can Costa. En aquesta zona del municipi de Campelles s'hi està desenvolupant actualment un petit polígon industrial.